# Antocha (Orimargula) simplex
Antocha (Orimargula) simplex is een tweevleugelige uit de familie steltmuggen (Limoniidae). De soort komt voor in het Oriëntaals gebied.